# Корнелиъс Райън
Корнелиъс Райън (на английски: Cornelius Ryan) е ирландски журналист и писател, популярен автор на романи с военна тематика, предимно за Втората световна война.

## Биография и творчество
Роден е в Дъблин, завършва образованието си в християнско училище в родния си град. Премества се да живее и работи в Лондон. През 1941 г. е назначен за военен кореспондент на вестник „Дейли Телеграф“. Като кореспондент участва в четиринадесет военни мисии на 8-а и 9-а военновъздушни армии срещу цели в Европа, в края на войната в Европа е заедно с войските на генерал Джордж Патън а след капитулацията на Нацистка Германия е изпратен на Тихоокеанския военен театър, където остава до 1945 г. след което заминава за Ерусалим, през 1946 г.
Райън емигрира в Съединените щати през 1947 г., където започва работа в престижното списание „Тайм“.
Жени се за Катрин Морган (1925 – 1993), също писателка. Става американски гражданин през 1950 г.
През 1956 г. започва да пише романа Най-дългия ден в който се разказва за Десанта в Нормандия. Романът му се радва на голям интерес (по-късно е екранизиран в „едноименния филм“) и през 1965 г. написва втори роман, който озаглавява „Последната битка“ – роман за последните дни на Втората световна война и Битката за Берлин през април 1945 г. Книгата съдържа детайли и поглед към развитието на войната от гледната точка на американски, руски, британски и германски войници, както и от цивилните граждани. Проследява политическата ситуация в Германия и Европа през пролетта на 1945 г. и последвалото разделяне на Германия.
Най-успешния си роман „Недостижимият мост“ издава през 1974 г., роман в който се разказва за епичната Операция „Маркет-Гардън“, по време на Втората световна война – най-големият военновъздушен десант в историята, извършен от съюзниците на територията на Белгия и Холандия през есента на 1944 г., чиято кулминация е битката за моста при град Арнем, Нидерландия. Книгата отново е екранизирана във филма „Недостижимия мост“, който излиза по екраните през 1977 г.
Получава награда от „Френския легион“ и става почетен доктор по литература в Университета на Охайо, в чиято библиотека работи.
През септември 1974 г. с издаването на книгата „Недостижимият мост“ д-р Райън заболява от рак и умира на 23 ноември същата година.